# Danh sách đĩa nhạc của Kollegah
Rapper người Đức Kollegah đã phát hành tám album phòng thu, mười mixtape, sáu đĩa mở rộng, ba album mẫu cho hãng đĩa, hai album tổng hợp, năm album hợp tác và 53 đĩa đơn. Album đầu tay Alphagene (2007) của anh đã lọt vào bảng xếp hạng tại Đức với vị trí thứ 51. Bản thu âm cùng tên tiếp theo năm 2008 của anh cũng đạt được thành công tương tự. Vào tháng 10 năm 2011, anh đã phát hành album phòng thu thứ tư mang tên Bossaura và đạt vị trí thứ năm tại quê nhà. Đến nay, nam rapper đã phát hành thêm ba album: King (2014), Zuhältertape Volume 4 (2015) và Imperator (2016); cả King và Imperator đều đứng đầu bảng xếp hạng album trong cộng đồng nói tiếng Đức ở châu Âu và được chứng nhận vàng và bạch kim ở Đức và Áo.
Kollegah đã làm việc với rapper Farid Bang trong một số album hợp tác. Sau khi phát hành Jung, crazy, gutaussehend (2009) (Trẻ trung, táo bạo, đẹp trai), bộ đôi đã phát hành album thứ hai mang tên Jung, gutaussehend 2 vào năm 2013. Album này đã trở thành tác phẩm đầu tiên của Kollegah đứng đầu bảng xếp hạng ở Áo, Đức và Thụy Sĩ; đồng thời nhận được chứng nhận vàng ở Đức và Áo nhờ được giới phê bình đánh giá cao. Bản thu âm tiếp theo của họ mang tên Jung, crazy, gutaussehend 3 cũng đạt được thành công tương tự và đạt được vị trí vàng ở quê hương Kollegah tám ngày trước khi phát hành vào tháng 12 năm 2017. Album này đã cho ra ba đĩa đơn, bao gồm "Sturmmaske auf (Intro)" đứng đầu bảng xếp hạng, "Gamechanger" và "Ave Maria" lọt vào top 10.

## Các album

### Album phòng thu
| Tiêu đề                                                                                  | Chi tiết album                                                                                          | Vị trí cao nhất trên BXH | Vị trí cao nhất trên BXH | Vị trí cao nhất trên BXH | Doanh số                    | Chứng nhận                            |
| Tiêu đề                                                                                  | Chi tiết album                                                                                          | Đức                      | Áo                       | Thụy Sĩ                  | Doanh số                    | Chứng nhận                            |
| ---------------------------------------------------------------------------------------- | --- | ------------------------ | ------------------------ | ------------------------ | --------------------------- | ------------------------------------- |
| Alphagene                                                                                | - Phát hành: 16 tháng 11 năm 2007 - Hãng: Selfmade Records - Định dạng: CD, tải nhạc kỹ thuật số        | 51                       | —                        | —                        | - Đức: 20.000               |                                       |
| Kollegah                                                                                 | - Phát hành: 29 tháng 8, 2008 - Hãng: Selfmade Records - Định dạng: CD, tải xuống kỹ thuật số           | 17                       | 48                       | —                        |                             |                                       |
| Bossaura                                                                                 | - Phát hành: ngày 14 tháng 10 năm 2011 - Hãng: Selfmade Records - Định dạng: CD, tải xuống kỹ thuật số  | 5                        | 19                       | 14                       | - Đức: 40.000               |                                       |
| King                                                                                     | - Phát hành: ngày 9 tháng 5 năm 2014 - Hãng: Selfmade Records - Định dạng: CD, tải xuống kỹ thuật số    | 1                        | 1                        | 1                        | - Đức: 300.000 - Áo: 15.000 | - BVMI: 3 × Vàng - IFPI AUT: Bạch kim |
| Zuhältertape Volume 4                                                                    | - Phát hành: 11 tháng 12 năm 2015 - Hãng: Selfmade Records - Định dạng: CD, tải xuống kỹ thuật số       | 1                        | 2                        | 2                        | - Đức: 200.000 - Áo: 7.500  | - BVMI: Bạch kim - IFPI AUT: Vàng     |
| Imperator                                                                                | - Phát hành: ngày 9 tháng 12 năm 2016 - Hãng: Alpha Music Empire - Định dạng: CD, tải xuống kỹ thuật số | 1                        | 1                        | 1                        | - Đức: 100.000              | - BVMI: Vàng                          |
| Monument                                                                                 | - Phát hành: ngày 7 tháng 12 năm 2018 - Hãng: Alpha Music Empire - Định dạng: CD, tải xuống kỹ thuật số | 1                        | 1                        | 1                        |                             |                                       |
| Alphagene II                                                                             | - Phát hành: 13 tháng 12, 2019 - Hãng: Alpha Music Empire - Định dạng: CD, tải xuống kỹ thuật số        | 1                        | 7                        | 3                        |                             |                                       |
| "—" biểu thị bản thu âm không được xếp hạng hoặc không được phát hành trong lãnh thổ đó. | |                          |                          |                          |                             |                                       |

#### Album hợp tác
| Tên                                                                                      | Chi tiết album | Vị trí cao nhất trên BXH | Vị trí cao nhất trên BXH | Vị trí cao nhất trên BXH | Doanh số       | Chứng nhận                    |
| Tên                                                                                      | Chi tiết album | Đức                      | Áo                       | Thụy Sĩ                  | Doanh số       | Chứng nhận                    |
| ---------------------------------------------------------------------------------------- | --- | ------------------------ | ------------------------ | ------------------------ | -------------- | ----------------------------- |
| Jung, brutal, gutaussehend (với Farid Bang)                                              | - Phát hành: ngày 19 tháng 6 năm 2009 - Hãng: Selfmade Records - Định dạng: CD, tải xuống kỹ thuật số - Đưa vào Chỉ số tháng 6 năm 2012                          | 30                       | —                        | —                        |                |                               |
| Jung, brutal, gutaussehend 2 (với Farid Bang)                                            | - Phát hành: 8 tháng 2, 2013 - Hãng: Selfmade Records - Định dạng: CD, tải xuống kỹ thuật số - Đưa vào Chỉ số vào tháng 2 năm 2014                               | 1                        | 1                        | 1                        | - Đức: 150.000 | - BVMI: Vàng - IFPI AUT: Vàng |
| Jung, brutal, gutaussehend 3 (với Farid Bang)                                            | - Phát hành: ngày 1 tháng 12 năm 2017 - Hãng: Banger Musik, Alpha Music Empire, BMG - Định dạng: CD, tải xuống kỹ thuật số - Đưa vào Chỉ số vào tháng 9 năm 2018 | 1                        | 1                        | 1                        | - Áo: 7.500    | - IFPI AUT: Vàng              |
| Platin war gestern (với Farid Bang)                                                      | - Phát hành: 10 tháng 8, 2018 - Hãng: Banger Musik, Alpha Music Empire, Groove Attack - Định dạng: CD, tải xuống kỹ thuật số                                     | 1                        | 1                        | 1                        |                |                               |
| Natural Born Killas (với Asche)                                                          | - Phát hành: 22 tháng 1 năm 2021 - Hãng: Alpha Music Empire - Định dạng: CD, tải xuống kỹ thuật số                                                               | 1                        | —                        | —                        |                |                               |
| "—" biểu thị bản thu âm không được xếp hạng hoặc không được phát hành trong lãnh thổ đó. | |                          |                          |                          |                |                               |

### Mixtapes
| Tên                             | Chi tiết album                                                                       |
| ------------------------------- | ------------------------------------------------------------------------------------ |
| Zuhältertape                    | - Phát hành: 20 tháng 7 năm 2005 - Hãng: Independent - Định dạng: Tải xuống miễn phí |
| Zuhältertape (X—Mas Edition)    | - Phát hành: ngày 22 tháng 12 năm 2005 - Hãng: Selfmade Records - Định dạng: CD      |
| Boss der Bosse                  | - Phát hành: ngày 9 tháng 6 năm 2006 - Hãng: Selfmade Records - Định dạng: CD        |
| Zuhältertape Volume 3           | - Phát hành: ngày 19 tháng 12 năm 2009 - Hãng: Selfmade Records - Định dạng: CD      |
| Hoodtape Volume 1               | - Phát hành: 14 tháng 8, 2010 - Hãng: Selfmade Records - Định dạng: CD               |
| Hoodtape Volume 1 X—Mas Edition | - Phát hành: ngày 18 tháng 12 năm 2010 - Hãng: Selfmade Records - Định dạng: CD      |
| Hoodtape Volume 2               | - Phát hành: ngày 9 tháng 12 năm 2016 - Hãng: Alpha Music Empire - Định dạng: CD     |
| Golden Era Tourtape             | - Phát hành: 14 tháng 7, 2017 - Hãng: Alpha Music Empire - Định dạng: CD             |
| Tagteam Tape 2                  | - Phát hành: 18 tháng 8, 2017 - Hãng: Alpha Music Empire - Định dạng: CD             |
| Hoodtape Volume 3               | - Phát hành: ngày 7 tháng 12 năm 2018 - Hãng: Alpha Music Empire - Định dạng: CD     |

### Album tổng hợp
| Legacy                                                                                   | - Phát hành: 14 tháng 7, 2017 - Hãng: Selfmade Records - Các định dạng: CD, tải xuống kỹ thuật số, Giải thưởng Vàng có giới hạn | 2 | 8 | 11 |
| Freetracks Compilation (với Bosshafte Beats)                                             | - Phát hành: 2 tháng 2, 2018 - Hãng: Alpha Music Empire - Định dạng: Tải xuống kỹ thuật số                                      | — | — | —  |
| "—" biểu thị bản thu âm không được xếp hạng hoặc không được phát hành trong lãnh thổ đó. | |   |   |    |

### Album mẫu
| Chronik 1                                                                                | - Phát hành: 6 tháng 7 năm 2007 - Hãng: Selfmade Records - Định dạng: CD, tải xuống kỹ thuật số       | —  | —  | — |
| Chronik 2                                                                                | - Phát hành: ngày 17 tháng 4 năm 2009 - Hãng: Selfmade Records - Định dạng: CD, tải xuống kỹ thuật số | 15 | 72 | — |
| Chronik 3                                                                                | - Phát hành: ngày 9 tháng 10 năm 2015 - Hãng: Selfmade Records - Định dạng: CD, tải xuống kỹ thuật số | 1  | 2  | 3 |
| "—" biểu thị bản thu âm không được xếp hạng hoặc không được phát hành trong lãnh thổ đó. | |    |    |   |

## Phát hành mở rộng
| Tên                                                                                      | Chi tiết EP | Vị trí cao nhất trên BXH |
| Tên                                                                                      | Chi tiết EP | SWI                      |
| ---------------------------------------------------------------------------------------- | --- | ------------------------ |
| Mondfinsternis                                                                           | - Phát hành: ngày 30 tháng 9 năm 2011 - Hãng: Selfmade Records - Định dạng: Tải xuống kỹ thuật số                  | —                        |
| Bossaura Street—EP                                                                       | - Phát hành: ngày 29 tháng 12 năm 2011 - Hãng: Selfmade Records - Định dạng: Tải xuống miễn phí                    | —                        |
| Băng bị mất                                                                              | - Phát hành: 11 tháng 12, 2015 - Hãng: Selfmade Records - Định dạng: CD                                            | —                        |
| EP Câu chuyện đường phố                                                                  | - Phát hành: 13 tháng 9, 2017 - Hãng: Selfmade Records - Định dạng: Truyền âm thanh                                | —                        |
| §185 EP (với Farid Bang)                                                                 | - Phát hành: ngày 1 tháng 12 năm 2017 - Hãng: Banger Musik, Alpha Music Empire, BMG - Định dạng: CD                | —                        |
| Nafri Trap EP, Tập. 1 (với Farid Bang)                                                   | - Phát hành: 29 tháng 6, 2018 - Hãng: Banger Musik, Alpha Music Empire, Groove Attack - Định dạng: Truyền âm thanh | 48                       |
| "—" biểu thị bản thu âm không được xếp hạng hoặc không được phát hành trong lãnh thổ đó. | |                          |

## Đĩa đơn

### Là nghệ sĩ chính
| Tên                                                                                      | Năm  | Vị trí cao nhất trên BXH | Vị trí cao nhất trên BXH | Vị trí cao nhất trên BXH | Album                                                                |
| Tên                                                                                      | Năm  | Đức                      | Áo                       | Thụy Sĩ                  | Album                                                                |
| ---------------------------------------------------------------------------------------- | ---- | ------------------------ | ------------------------ | ------------------------ | -------------------------------------------------------------------- |
| "Kuck auf die Goldkette"                                                                 | 2007 | —                        | —                        | —                        | Alphagene                                                            |
| "Selfmade Endbosse" (kết hợp với Favorite)                                               | 2007 | —                        | —                        | —                        | Alphagene                                                            |
| "Big Boss"                                                                               | 2008 | —                        | —                        | —                        | Kollegah                                                             |
| "Mitternacht" (với Farid Bang)                                                           | 2009 | —                        | —                        | —                        | Jung, brutal, gutaussehend                                           |
| "Discospeed" (kết hợp với Favorite)                                                      | 2010 | —                        | —                        | —                        | Hoodtape Volume 1 X—Mas Edition                                      |
| "Flex, Sluts, Rock'n Roll"                                                               | 2011 | —                        | —                        | —                        | Bossaura                                                             |
| "Business Paris" (kết hợp với Ol Kainry)                                                 | 2011 | —                        | —                        | —                        | Bossaura                                                             |
| "Bossaura"                                                                               | 2011 | —                        | —                        | —                        | Bossaura                                                             |
| "Mondfinsternis"                                                                         | 2011 | —                        | —                        | —                        | Bossaura                                                             |
| "Jetlag"                                                                                 | 2011 | —                        | —                        | —                        | Bossaura                                                             |
| "Drugs in den Jeans / Spotlight"                                                         | 2011 | —                        | —                        | —                        | Bossaura                                                             |
| "Dynamit" (với Farid Bang)                                                               | 2012 | 28                       | 39                       | 41                       | Jung, brutal, gutaussehend 2                                         |
| "Drive—By" (với Farid Bang)                                                              | 2012 | 41                       | —                        | —                        | Jung, brutal, gutaussehend 2                                         |
| "Du kennst den Westen" (với Farid Bang)                                                  | 2013 | 41                       | 71                       | —                        | Jung, brutal, gutaussehend 2                                         |
| "Stiernackenkommando" (với Farid Bang)                                                   | 2013 | 58                       | —                        | —                        | Jung, brutal, gutaussehend 2                                         |
| "Alpha"                                                                                  | 2014 | 15                       | 39                       | 42                       | King                                                                 |
| "AKs Im Wandschrank"                                                                     | 2014 | 21                       | 42                       | 41                       | King                                                                 |
| "Von Salat schrumpft der Bizeps" (với Majoe)                                             | 2014 | —                        | —                        | —                        | Đĩa đơn không album                                                  |
| "Wat is' denn los mit dir" (với Majoe)                                                   | 2014 | 39                       | —                        | —                        | Đĩa đơn không album                                                  |
| "King"                                                                                   | 2014 | 10                       | 28                       | 22                       | King                                                                 |
| "Du bist Boss"                                                                           | 2014 | 36                       | —                        | —                        | King                                                                 |
| "Chronik III" (với Karate Andi và SSIO)                                                  | 2015 | 77                       | —                        | —                        | Chronik 3                                                            |
| "Keine neuen Freunde"                                                                    | 2015 | 65                       | —                        | —                        | Chronik 3                                                            |
| "Genozid"                                                                                | 2015 | 73                       | 61                       | —                        | Zuhältertape Vol. 4                                                  |
| "John Gotti"                                                                             | 2015 | 31                       | —                        | —                        | Zuhältertape Vol. 4                                                  |
| "Nero"                                                                                   | 2016 | 57                       | 71                       | —                        | Imperator                                                            |
| "Hardcore"                                                                               | 2016 | 62                       | 60                       | —                        | Imperator                                                            |
| "Fokus"                                                                                  | 2016 | 80                       | —                        | —                        | Imperator                                                            |
| "Pharao"                                                                                 | 2016 | 43                       | —                        | 87                       | Imperator                                                            |
| "Legacy"                                                                                 | 2017 | 51                       | 68                       | —                        | Legacy                                                               |
| "Millennium"                                                                             | 2017 | —                        | —                        | —                        | Legacy                                                               |
| "Sturmmaske auf (Intro)" (với Farid Bang)                                                | 2017 | 1                        | 6                        | 15                       | Jung, Brutal, Gutaussehend 3                                         |
| "Zieh den Rucksack aus" (với Farid Bang)                                                 | 2017 | 4                        | 12                       | 35                       | Nafri Trap EP, Vol. 1                                                |
| "Farid Ben & Friend (JBG3 Disstrack)" (với Farid Bang)                                   | 2017 | 58                       | —                        | —                        | Đĩa đơn không album                                                  |
| "Gamechanger" (với Farid Bang)                                                           | 2017 | 6                        | 16                       | 24                       | Jung, Brutal, Gutaussehend 3                                         |
| "Ave Maria" (với Farid Bang)                                                             | 2017 | 5                        | 9                        | 15                       | Jung, Brutal, Gutaussehend 3                                         |
| "Die JBG3 Weihnachtsgeschichte" (với Farid Bang)                                         | 2017 | —                        | —                        | —                        | Jung Brutal Gutaussehend 3 X—Mas Edition                             |
| "One Night Stand" (với Farid Bang)                                                       | 2017 | 51                       | —                        | —                        | Jung Brutal Gutaussehend 3 New Year Edition và Nafri Trap EP, Vol. 1 |
| "All Eyez on Us" (với Farid Bang)                                                        | 2018 | 39                       | 59                       | 81                       | Đĩa đơn không album                                                  |
| "Gigolo (Sommerhit)" (kết hợp với DJ Arow)                                               | 2018 | 90                       | —                        | —                        | Đĩa đơn không album                                                  |
| "Real für die Fam" (với DJ Arow)                                                         | 2018 | —                        | —                        | —                        | Đĩa đơn không album                                                  |
| "Mitternacht 2" (với Farid Bang)                                                         | 2018 | 19                       | 25                       | 43                       | Platin war gestern                                                   |
| "In die Unendlichkeit" (với Farid Bang, kết hợp với Musiye)                              | 2018 | 39                       | 55                       | 91                       | Platin war gestern                                                   |
| "Wie ein Alpha"                                                                          | 2018 | 26                       | 32                       | 61                       | Monument                                                             |
| "Dear Lord"                                                                              | 2018 | 48                       | 58                       | 98                       | Monument                                                             |
| "Empire State of Grind"                                                                  | 2018 | 90                       | —                        | —                        | Hoodtape Volume 3                                                    |
| "Push It to the Limit"                                                                   | 2018 | 43                       | 55                       | 72                       | Hoodtape Volume 3                                                    |
| "Löwe"                                                                                   | 2018 | 36                       | 45                       | 56                       | Monument                                                             |
| "Das erste Mal" (kết hợp với 18 Karat)                                                   | 2018 | 32                       | 33                       | 58                       | Monument                                                             |
| "Most Wanted"                                                                            | 2018 | 60                       | —                        | —                        | Monument                                                             |
| "Gospel"                                                                                 | 2018 | 46                       | 74                       | 94                       | Monument                                                             |
| "Orbit"                                                                                  | 2018 | 65                       | —                        | —                        | Monument                                                             |
| "Bullets" (với Asche)                                                                    | 2019 | —                        | —                        | —                        | Alphagene II                                                         |
| "Alphagenetik"                                                                           | 2019 | 17                       | 24                       | 37                       | Alphagene II                                                         |
| "Valhalla"                                                                               | 2019 | 54                       | —                        | —                        | Alphagene II                                                         |
| "Money Stack$" (kết hợp với Young Latino)                                                | 2020 | 52                       | —                        | —                        | Đĩa đơn không album                                                  |
| "Sinaloa" (với Fard and Asche)                                                           | 2020 | 38                       | 62                       | 76                       | Đĩa đơn không album                                                  |
| "—" biểu thị bản thu âm không được xếp hạng hoặc không được phát hành trong lãnh thổ đó. |      |                          |                          |                          |                                                                      |

### Là nghệ sĩ nổi bật
| Tên                                                                                      | Năm  | Vị trí cao nhất trên BXH | Vị trí cao nhất trên BXH | Vị trí cao nhất trên BXH | Album                     |
| Tên                                                                                      | Năm  | Đức                      | Áo                       | Thụy Sĩ                  | Album                     |
| ---------------------------------------------------------------------------------------- | ---- | ------------------------ | ------------------------ | ------------------------ | ------------------------- |
| "Shotgun" (Favorite kết hợp với Kollegah)                                                | 2007 | —                        | —                        | —                        | Harlekin                  |
| "Gangsta Rap Kings" (Võ sĩ đạo kết hợp với Kollegah và Farid Bang)                       | 2014 | 45                       | 74                       | —                        | Sonny đen                 |
| "King & Killa" (Farid Bang kết hợp với Kollegah)                                         | 2014 | 50                       | 67                       | —                        | Killa                     |
| "Kriminell und Asozial" (Al-Gear kết hợp với Kollegah)                                   | 2014 | —                        | —                        | —                        | Wieder mal angeklagt      |
| "Egoist" (KC Rebell kết hợp với Kollegah)                                                | 2014 | 65                       | —                        | —                        | Nổi loạn                  |
| "BADT" (Majoe kết hợp với Farid Bang và Kollegah)                                        | 2014 | 55                       | 70                       | —                        | Breiter als der Türsteher |
| "Jebemti Majku" (Farid Bang kết hợp với Kollegah)                                        | 2015 | —                        | —                        | —                        | Blut                      |
| "Raubtier" (Massiv kết hợp với Kollegah và Farid Bang)                                   | 2015 | —                        | —                        | —                        | Raubtier                  |
| "MP5" (Seyed kết hợp với Kollegah)                                                       | 2016 | 70                       | —                        | —                        | Engel mit der AK          |
| "TelVision" (KC Rebell kết hợp với PA Sports, Kianush và Kollegah)                       | 2016 | 40                       | 52                       | 94                       | Abstand                   |
| "HSHC" (PA Sports kết hợp với Kollegah)                                                  | 2017 | 89                       | —                        | —                        | Verloren im Paradies      |
| "Medusablick" (Jigzaw kết hợp với Kollegah)                                              | 2018 | 94                       | —                        | —                        | Khám nghiệm tử thi        |
| "Public Enemies" (Farid Bang kết hợp với Fler và Kollegah)                               | 2020 | 12                       | 19                       | 27                       | Genkidama                 |
| "Mashkal" (Juri kết hợp với Kollegah)                                                    | 2020 | 84                       | —                        | —                        | Đĩa đơn không album       |
| "—" biểu thị bản thu âm không được xếp hạng hoặc không được phát hành trong lãnh thổ đó. |      |                          |                          |                          |                           |

## Các bài hát được xếp hạng khác
| Tên                                                                                      | Năm  | Vị trí cao nhất trên BXH | Vị trí cao nhất trên BXH | Vị trí cao nhất trên BXH | Album                      |
| Tên                                                                                      | Năm  | Đức                      | Áo                       | Thụy Sĩ                  | Album                      |
| ---------------------------------------------------------------------------------------- | ---- | ------------------------ | ------------------------ | ------------------------ | -------------------------- |
| "Lamborghini Kickdown"                                                                   | 2014 | 45                       | —                        | —                        | King                       |
| "Karate" (kết hợp với Casper)                                                            | 2014 | 46                       | —                        | —                        | King                       |
| "Königsaura"                                                                             | 2014 | 59                       | —                        | —                        | King                       |
| "Cohibas, blauer Dunst"                                                                  | 2014 | 61                       | —                        | —                        | King                       |
| "Flightmode"                                                                             | 2014 | 63                       | —                        | —                        | King                       |
| "R.I.P."                                                                                 | 2014 | 75                       | —                        | —                        | King                       |
| "Morgengrauen"                                                                           | 2014 | 86                       | —                        | —                        | King                       |
| "Sanduhr" (kết hợp với Favorite)                                                         | 2014 | 91                       | —                        | —                        | King                       |
| "Es ist Rap" (kết hợp với Genetikk)                                                      | 2014 | 92                       | —                        | —                        | King                       |
| "Rolex Daytona" (kết hợp với The Game)                                                   | 2014 | 95                       | —                        | —                        | King                       |
| "Universalgenie"                                                                         | 2014 | 97                       | —                        | —                        | King                       |
| "Schwarzer Benz"                                                                         | 2014 | 98                       | —                        | —                        | King                       |
| "Omega"                                                                                  | 2014 | 100                      | —                        | —                        | King                       |
| "Red Light District Anthem"                                                              | 2015 | 68                       | —                        | —                        | Chronik 3                  |
| "Medusa" (với Farid Bang)                                                                | 2015 | 90                       | —                        | —                        | Chronik 3                  |
| "Empire Business"                                                                        | 2015 | 32                       | —                        | —                        | Zuhältertape Vol. 4        |
| "Blutdiamanten"                                                                          | 2015 | 34                       | —                        | —                        | Zuhältertape Vol. 4        |
| "Bye Bye Mr. President"                                                                  | 2015 | 46                       | —                        | —                        | Zuhältertape Vol. 4        |
| "Intro"                                                                                  | 2015 | 50                       | —                        | —                        | Zuhältertape Vol. 4        |
| "Schusswaffengeräusche"                                                                  | 2015 | 52                       | —                        | —                        | Zuhältertape Vol. 4        |
| "Kool & the Gang"                                                                        | 2015 | 56                       | —                        | —                        | Zuhältertape Vol. 4        |
| "Pitbulls & AKs"                                                                         | 2015 | 64                       | —                        | —                        | Zuhältertape Vol. 4        |
| "Hoodtales IV"                                                                           | 2015 | 65                       | —                        | —                        | Zuhältertape Vol. 4        |
| "V.I.P.I.M.P."                                                                           | 2015 | 67                       | —                        | —                        | Zuhältertape Vol. 4        |
| "Kalter Krieg"                                                                           | 2015 | 71                       | —                        | —                        | Zuhältertape Vol. 4        |
| "Nebel"                                                                                  | 2015 | 75                       | —                        | —                        | Zuhältertape Vol. 4        |
| "Wall Street"                                                                            | 2015 | 79                       | —                        | —                        | Zuhältertape Vol. 4        |
| "Tropische Tierpelze"                                                                    | 2015 | 84                       | —                        | —                        | Zuhältertape Vol. 4        |
| "Angeberprollrap Infinity (Outro)"                                                       | 2015 | 92                       | —                        | —                        | Zuhältertape Vol. 4        |
| "Weißer Testarossa"                                                                      | 2015 | 97                       | —                        | —                        | Zuhältertape Vol. 4        |
| "Kaiseraura"                                                                             | 2016 | 28                       | 58                       | 73                       | Imperator                  |
| "American Express" (kết hợp với Farid Bang)                                              | 2016 | 29                       | 62                       | 61                       | Imperator                  |
| "Aventador"                                                                              | 2016 | 47                       | —                        | —                        | Imperator                  |
| "Einer von Millionen" (kết hợp với MoTrip)                                               | 2016 | 53                       | —                        | —                        | Imperator                  |
| "24 Karat"                                                                               | 2016 | 56                       | —                        | —                        | Imperator                  |
| "Pythonleder" (kết hợp với KC Rebell)                                                    | 2016 | 60                       | —                        | —                        | Imperator                  |
| "Rap Money" (kết hợp với Summer Cem)                                                     | 2016 | 64                       | —                        | —                        | Imperator                  |
| "Assassine"                                                                              | 2016 | 66                       | —                        | —                        | Imperator                  |
| "Cold Blooded"                                                                           | 2016 | 69                       | —                        | —                        | Imperator                  |
| "Schwarze Rosen" (kết hợp với Ali As)                                                    | 2016 | 75                       | —                        | —                        | Imperator                  |
| "Zeit"                                                                                   | 2016 | 79                       | —                        | —                        | Imperator                  |
| "Siegerlächeln"                                                                          | 2016 | 88                       | —                        | —                        | Imperator                  |
| "Rapkoryphäe"                                                                            | 2016 | 98                       | —                        | —                        | Imperator                  |
| "Rap wieder Rap" (với Farid Bang)                                                        | 2017 | 7                        | 19                       | 22                       | Jung Brutal Gutaussehend 3 |
| "Es wird Zeit" (với Farid Bang)                                                          | 2017 | 8                        | 21                       | 31                       | Jung Brutal Gutaussehend 3 |
| "Studiogangster" (với Farid Bang)                                                        | 2017 | 13                       | 31                       | —                        | Jung Brutal Gutaussehend 3 |
| "Jung Brutal Gutaussehend 2017" (với Farid Bang)                                         | 2017 | 16                       | 34                       | —                        | Jung Brutal Gutaussehend 3 |
| "Düsseldorfer" (với Farid Bang)                                                          | 2017 | 17                       | 40                       | —                        | Jung Brutal Gutaussehend 3 |
| "Wenn der Gegner am Boden liegt" (với Farid Bang)                                        | 2017 | 19                       | 37                       | —                        | Jung Brutal Gutaussehend 3 |
| "Jagdsaison" (với Farid Bang)                                                            | 2017 | 22                       | 42                       | —                        | Jung Brutal Gutaussehend 3 |
| "Frontload" (với Farid Bang)                                                             | 2017 | 24                       | 50                       | —                        | Jung Brutal Gutaussehend 3 |
| "Eines Tages" (với Farid Bang)                                                           | 2017 | 25                       | 46                       | —                        | Jung Brutal Gutaussehend 3 |
| "Die letzte Gangsterrapcrew" (với Farid Bang)                                            | 2017 | 26                       | 56                       | —                        | Jung Brutal Gutaussehend 3 |
| "Massephase" (với Farid Bang)                                                            | 2017 | 27                       | 57                       | —                        | Jung Brutal Gutaussehend 3 |
| "Warlordz" (với Farid Bang)                                                              | 2017 | 31                       | 60                       | —                        | Jung Brutal Gutaussehend 3 |
| "In jeder deutschen Großstadt" (với Farid Bang)                                          | 2017 | 34                       | 67                       | —                        | Jung Brutal Gutaussehend 3 |
| "Älter brutaler skrupelloser (Outro)" (với Farid Bang)                                   | 2017 | 38                       | 72                       | —                        | Jung Brutal Gutaussehend 3 |
| "G—Modelle" (với Farid Bang)                                                             | 2018 | 92                       | —                        | —                        | Platin war gestern         |
| "Nuklearer Winter" (với Farid Bang)                                                      | 2018 | 94                       | —                        | —                        | Platin war gestern         |
| "—" biểu thị bản thu âm không được xếp hạng hoặc không được phát hành trong lãnh thổ đó. |      |                          |                          |                          |                            |

## Khách mời xuất hiện
| Tên                               | Năm  | Nghệ sĩ khác                                    | Album                          |
| --------------------------------- | ---- | ----------------------------------------------- | ------------------------------ |
| "Immer Fly"                       | 2006 | Casper                                          | Die Welt hört mich             |
| "Ich Represente"                  | 2006 | DeineLtan                                       | Kopfschuss                     |
| "Bossrap"                         | 2007 | Favorite                                        | Harlekin                       |
| "Ghettoboyz"                      | 2008 | Favorite                                        | Anarcho                        |
| "30"                              | 2008 | Favorite                                        | Anarcho                        |
| "Straße 2"                        | 2008 | Casper                                          | Hin zur Sonne                  |
| "Chopperz"                        | 2008 | Jason                                           | Status: Ballin                 |
| "Kreideumriss"                    | 2009 | Sinan—G                                         | Ich Bin Jesse James            |
| "Leichathlet"                     | 2009 | Animus                                          | Der Kugel Schreiber Teil 3     |
| "Straßenapotheker 2,5"            | 2009 | Morbid                                          | Killerspiele                   |
| "Bossrapper 2"                    | 2009 | Chissmann                                       | Ganz normal                    |
| "Ey Yo"                           | 2010 | Farid Bang                                      | Asphalt Massaka 2              |
| "Discobitch"                      | 2010 | DJ Tomekk & Toony, Farid Bang                   | Ehrenkodex                     |
| "Bamm City"                       | 2010 | Migo                                            | Riggedi Rawtakes Vol.2         |
| "Rotlichtmilieu"                  | 2010 | Haftbefehl, Farid Bang                          | Azzlack Stereotyp              |
| "Von Boss zu Boss"                | 2010 | Affenboss                                       | Arschlochalarm EP              |
| "Katapult"                        | 2010 | Summer Cem                                      | Feierabend                     |
| "Terrorbars Infinity"             | 2010 | Fard, Farid Bang, Summer Cem, Snaga             | Alter Ego                      |
| "Pyramide"                        | 2011 | Favorite                                        | Christoph Alex                 |
| "Sie hassen uns immer noch"       | 2011 | Toony                                           | Over The Top Reloaded          |
| "The Business"                    | 2012 | Moneyrain                                       | Moneyrain Entertainment Vol. 1 |
| "Stripclub"                       | 2012 | Moneyrain                                       | Moneyrain Entertainment Vol. 1 |
| "Last Action Hero (Remix)"        | 2012 | Celo & Abdi                                     | Hinterhofjargon                |
| "Partyschiffpirat"                | 2012 | Get No Sleep Collective                         | Partyschiffpirat               |
| "A La Muerte"                     | 2013 | Genetikk                                        | D.N.A.                         |
| "Katapult 2"                      | 2013 | Summer Cem, RAF Camora                          | Babas, Barbies & Bargeld       |
| "Kollegah und der Boss"           | 2013 | Jewlz da Hoodwatcha                             | Detox                          |
| "Fack Ju"                         | 2014 | Farid Bang                                      | Killa                          |
| "Business Waffendeals"            | 2014 | Amok & Omega                                    | Không                          |
| "Training Day"                    | 2014 | Koree, DJ Arrow                                 | #UDED                          |
| "Muskulöse Übernahme"             | 2014 | Majoe                                           | BADT                           |
| "Hidden Track"                    | 2014 | Majoe                                           | BADT                           |
| "Bosshaft Unterwegs"              | 2014 | Majoe                                           | BADT                           |
| "Alle meine Fans"                 | 2014 | Shindy                                          | FVCKB!TCHE$GETMONE¥            |
| "Dschungelabenteuer"              | 2015 | Prinz Porno                                     | pp = mc2                       |
| "Selfmade Legenden"               | 2015 | Favorite                                        | Neues von Gott                 |
| "Euphoria"                        | 2016 | Ali As                                          | Euphoria                       |
| "Schlangen"                       | 2016 | Seyed                                           | Engel mit der AK               |
| "Alpha ist Imperium"              | 2016 | Seyed                                           | Engel mit der AK               |
| "Wir bangen die Szene"            | 2016 | Seyed                                           | Engel mit der AK               |
| "Gun im Schritt"                  | 2016 | Seyed                                           | Engel mit der AK               |
| "All the Way Up (Official Remix)" | 2016 | Fat Joe, Farid Bang, Seyed, Summer Cem, Infared | Không                          |
| "Ich will mehr"                   | 2017 | Majoe                                           | Auge des Tigers                |
| "Stalin"                          | 2017 | Kurdo, Farid Bang                               | Vision                         |
| "Asche auf Balmain"               | 2017 | Ali As                                          | Insomia                        |
| "On Fire"                         | 2017 | Seyed                                           | Cold Summer                    |
| "Bordstein Westfalen"             | 2017 | Eko Fresh, Farid Bang, Deemah                   | König von Deutschland          |

## Video âm nhạc

### Là nghệ sĩ chính
| Tên                                                                           | Năm  | Đạo diễn                    |
| ----------------------------------------------------------------------------- | ---- | --------------------------- |
| "Kuck auf die Goldkette"                                                      | 2007 | Không biết                  |
| "Selfmade Endbosse" (kết hợp với Favorite)                                    | 2008 | Không biết                  |
| "Big Boss"                                                                    | 2008 | Không biết                  |
| "Mittelfinger hoch" (với Casper & Favorite)                                   | 2009 | Không biết                  |
| "Discospeed"                                                                  | 2010 | Không biết                  |
| "Drugs in den Jeans / Spotlight"                                              | 2011 | Không biết                  |
| "Kobrakopf" (kết hợp với Farid Bang & Haftbefehl)                             | 2011 | Không biết                  |
| "Jetlag"                                                                      | 2011 | Không biết                  |
| "Business Paris" (kết hợp với Ol Kainry)                                      | 2011 | Không biết                  |
| "Du" (kết hợp với Sahin)                                                      | 2011 | Không biết                  |
| "Mondfinsternis"                                                              | 2011 | Không biết                  |
| "Dynamit"                                                                     | 2012 | Không biết                  |
| "Drive–By"                                                                    | 2012 | Không biết                  |
| "Stiernackenkommando"                                                         | 2012 | Không biết                  |
| "Du kennst den Westen"                                                        | 2012 | Không biết                  |
| "NWO"                                                                         | 2013 | Alexander von Koenichstheyn |
| "Alpha"                                                                       | 2014 | Markus & Michael Weicker    |
| "Von Salat schrumpft der Bizeps" (với Majoe; kết hợp với Die Götzfried Girls) | 2014 | Không biết                  |
| "Ghettoworkout" (với Majoe)                                                   | 2014 | Justin Braun                |
| "Wat is' denn los mit dir" (với Majoe)                                        | 2014 | Alexander von Koenichstheyn |
| "AKs im Wandschrank"                                                          | 2014 | Markus & Michael Weicker    |
| "King"                                                                        | 2014 | Không biết                  |
| "Du bist Boss"                                                                | 2014 | Daniel Zlotin               |
| "Universalgenie"                                                              | 2014 | Tony Salah, Sammy Malas     |
| "Das hat mit HipHop nichts zu tun"                                            | 2014 | Alexander von Koenichstheyn |
| "Bosstransformation"                                                          | 2014 | Không biết                  |
| "Dschungelabentueuer" (với Prinz Porno)                                       | 2015 | Không biết                  |
| "Keine neuen Freunde"                                                         | 2015 | Không biết                  |
| "Genozid"                                                                     | 2015 | Không biết                  |
| "John Gotti"                                                                  | 2015 | Markus & Michael Weicker    |
| "Nero"                                                                        | 2016 | Không biết                  |
| "Hardcore"                                                                    | 2016 | Không biết                  |
| "Fokus"                                                                       | 2016 | Daniel Zlotin               |
| "Pharao"                                                                      | 2016 | Daniel Zlotin               |
| "Einer von Millionen" (kết hợp với Motrip)                                    | 2016 | Daniel Zlotin               |
| "Apokalypse"                                                                  | 2016 | Alexander von Koenichstheyn |
| "Voulez Vous coucher avec MOIS" (kết hợp với Ali As, Seyed & Pretty Mo)       | 2017 | Farhad Tahir                |
| "24 Karat (Remix)" (kết hợp với Ali As & Seyed)                               | 2017 | Farhad Tahir                |
| "Guccisandalen" (kết hợp với Ali As & Seyed)                                  | 2017 | Không biết                  |
| "Bitch wir sind Alpha" (kết hợp với Ali As & Seyed)                           | 2017 | Farhad Tahir                |
| "Sturmmaske auf" (với Farid Bang)                                             | 2017 | Shaho Casado                |
| "Zieh den Rucksack aus" (với Farid Bang)                                      | 2017 | Bilal Hadzic                |
| "Gamechanger" (với Farid Bang)                                                | 2017 | Shaho Casado                |
| "Ave Maria" (với Farid Bang)                                                  | 2017 | Shaho Casado                |
| "All Eyez on us" (với Farid Bang)                                             | 2018 | Shaho Casado                |
| "Real für die Fam" (kết hợp với DJ Arrow)                                     | 2018 | Bilal Hadzic                |
| "Mitternacht 2" (với Farid Bang)                                              | 2018 | Andrijano Ajzi              |
| "In die Unendlichkeit" (với Farid Bang kết hợp với Musiye)                    | 2018 | Edin Dzinic                 |
| "Wie ein Alpha"                                                               | 2018 | Art Davis                   |
| "Dear Lord"                                                                   | 2018 | Adam Film                   |
| "Empire State of Grind"                                                       | 2018 | Ondro                       |
| "Push it to the Limit"                                                        | 2018 | Philip Hartung              |
| "Löwe"                                                                        | 2018 | Francisco Gonzalez Sendin   |
| "Das Erste Mal" (kết hợp với 18 Karat)                                        | 2018 | Art Davis                   |
| "Most Wanted"                                                                 | 2018 | Phillip Hartung             |

### Là nghệ sĩ hợp tác
| Tên                                                               | Năm  | Đạo diễn                    |
| ----------------------------------------------------------------- | ---- | --------------------------- |
| "Shotgun" (Favorite hợp tác với Kollegah)                         | 2007 | Không biết                  |
| "Soldiers" (Eurogang hợp tác với Kollegah)                        | 2010 | Không biết                  |
| "Massaka Kokain 2" (Massiv hợp tác với Kollegah & Farid Bang)     | 2011 | Không biết                  |
| "Gangsta Rap Kings" (Bushido hợp tác với Kollegah & Farid Bang)   | 2014 | Không biết                  |
| "King & Killa" (Farid Bang hợp tác với Kollegah)                  | 2014 | Daniel Zlotin               |
| "Kriminell und Asozial" (Al—Gear hợp tác với Kollegah)            | 2014 | Không biết                  |
| "Egoist" (KC Rebell hợp tác với Kollegah & Majoe)                 | 2014 | Daniel Zlotin               |
| "BADT" (Majoe hợp tác với Kollegah & Farid Bang)                  | 2014 | Daniel Zlotin               |
| "Jebemti Majku" (Farid Bang hợp tác với Kollegah)                 | 2015 | Eif Rivera                  |
| "MP5" (Seyed hợp tác với Kollegah)                                | 2016 | Alexander von Koenichstheyn |
| "TelVision" (KC Rebell hợp tác với PA Sports, Kianush & Kollegah) | 2016 | Shaho Casado                |
| "HS.HC" (PA Sports hợp tác với Kollegah)                          | 2017 | Shaho Casado                |